# محاصره وراکروز
محاصره وراکروز (انگلیسی: Siege of Veracruz) محاصره ساحل، بندر وراکروز مکزیک در زمان جنگ آمریکا و مکزیک به مدت ۲۰ روز از ۹ تا ۲۹ مارس ۱۸۴۷ طول کشید و با پیروزی ایالات متحده پایان یافت.